# Karl Weingärtner (Schiedsrichter)
Karl Weingärtner, auch Carl Weingärtner  (* 1890 in Offenbach am Main; † 1971) war ein deutscher Fußballschiedsrichter.
Weingärtner war Mitglied des BSC 99 Offenbach. Als Schiedsrichter leitete er auf nationaler Ebene zwischen 1924 und 1944 mindestens elf Spiele in der Endrunde um die deutsche Meisterschaft, sowie im Bundespokal und nach Ende des Zweiten Weltkriegs diverse Spiele in der Oberliga Süd. Auf internationaler Ebene leitete er zudem mehrfach Länderspiele, dabei stechen seine Teilnahmen an den Olympischen Sommerspielen 1936, als er am 3. August das Auftaktspiel im Berliner Poststadion zwischen dem amtierenden Weltmeister Italien und den Vereinigten Staaten (1:0 für den späteren Olympiasieger Italien) leitete, sowie 1928 und an der Weltmeisterschaftsendrunde 1938 heraus, als er jeweils als Linienrichter eingesetzt wurde. Als Spielleiter wurde er zudem bei internationalen Wettbewerben wie der nordischen Meisterschaft sowie dem Europapokal der Nationalmannschaften 1936 bis 1938 eingesetzt.